# Rosa Amelia Plumelle-Uribe
Rosa Amelia Plumelle-Uribe, née le 24 décembre 1951 à Montelíbano, est une avocate et essayiste colombienne vivant en France et écrivant en français des essais et articles historiques militants.

## Présentation
Les publications de Rosa Amelia Plumelle-Uribe dénoncent le suprémacisme blanc, la traite des esclaves et les massacres d'indigènes dans les colonies, comparent aussi certains crimes contre l'humanité à la Shoah, et parfois voient dans le sionisme une idéologie colonialiste et raciste.
Ses écrits proposent une méthodologie controversée et critiquée par des historiens spécialisés et de nombreux commentateurs,,,,,,.

## Publications
- La Férocité blanche : des non-Blancs aux non-Aryens, génocides occultés de 1492 à nos jours, Paris, Albin Michel, 2001[9]
- Traite des blancs, traites des noirs : aspects méconnus et conséquences actuelles, Paris, L'Harmattan, 2008
- Kongo, les mains coupées, Paris, Éditions Anibwe, 2010
- Victimes des esclavagistes musulmans, chrétiens et juifs : racialisation et banalisation d'un crime contre l'humanité, Paris, Éditions Anibwe, 2011  (ISBN 978-2916121581)